# Flatøy
Flatøy est une île norvégienne dans le comté de Hordaland. Elle fait partie du territoire de l'ancienne commune de Meland, aujourd'hui rattachée à Alver (en).

## Géographie
Couverte d'arbres au Nord où se trouve le petit fjord de Kvernafjord (en), elle s'étend sur environ 2,2 km de longueur pour une largeur approximative de 1,6 km. Traversée par une route, les habitations au Sud de l'île forment le village de Krossneset (en).